# Blood Surf
Pour plus de détails, voir Fiche technique et Distribution.
Blood Surf (Krocodylus) est un film américain réalisé par James D. R. Hickox, sorti directement en vidéo en 2000.

## Synopsis
Des jeunes surfeurs américains et leurs copines partent en Australie pour surfer au milieu des requins, mais leur virée se transforme en cauchemar lorsqu'ils se retrouvent traqués par un crocodile gigantesque et affamé.

## Fiche technique
- Titre : Blood Surf
- Titre alternatif : Terreur bleue
- Titre original : Krocodylus
- Réalisation : James D. R. Hickox
- Scénario : Sam Bernard et Robert L. Levy (en)
- Production : Peter Abrams (de), Mark Amin, Robert L. Levy (en), Darin Spillman et Natan Zahavi
- Musique : Jim Manzie
- Photographie : Christopher C. Pearson
- Montage : Inconnu
- Décors : Inconnu
- Costumes : Inconnu
- Pays d'origine :  États-Unis
- Format : Couleurs - 1,85:1 - Stéréo - 35 mm
- Genre : Action, aventure, comédie horrifique et thriller
- Durée : 84 minutes
- Dates de sortie : 4 décembre 2000 (sortie vidéo Royaume-Uni), 9 juillet 2005 (diffusion TV France)

## Distribution
- Dax Miller : Bog Hall
- Taryn Reif : Arti
- Kate Fischer : Cecily
- Duncan Regehr : John Dirks
- Joel West : Jeremy
- Matthew Borlenghi : Zack Jardine
- Maureen Larrazabal : Lemmya Lofranco
- Cris Vertido : Sonny Lefrance
- Susan Africa : Melba Lofranco
- Archie Adamos : Joker
- Rolly Sto. Domingo : Rolly
- Malecio Amayao : l'homme du bateau
- Rudy Castillo : un pirate
- Allen Chen : un pirate
- Óscar Navarro : un pirate

## Bande originale
- Surfing With Sharks, interprété par Rob Mckenzie, Jim Manzie et Dusty Watson
- Born Ready, interprété par Rob Mckenzie, Jim Manzie et Dusty Watson